# Clinus berrisfordi
Clinus berrisfordi är en fiskart som beskrevs av Penrith, 1967. Clinus berrisfordi ingår i släktet Clinus och familjen Clinidae. Inga underarter finns listade i Catalogue of Life.